# Orquesta de Cámara de Moscú
La Orquesta de Cámara de Moscú es una orquesta de cámara rusa, que fue creada en 1955 por Rudolf Barshái. La orquesta tiene su sede en el Conservatorio de Moscú.

## Historia
El director de orquesta y violista ruso/soviético Rudolf Barshái reunió a los músicos con más talento en el Moscú de la época, junto con Dmitri Shostakovich, que la llamó “la más grande orquesta de cámara del mundo”. La orquesta tiene su sede en el Conservatorio de Moscú y recorrió Europa, Asia y América en las décadas de 1960, 1970 y 1980. Cuando Barshái abandonó la Unión Soviética con destino a Suiza, la dirección de la misma recayó en Igor Bezrodny y después, sucesivamente, en Víctor Tretiakov, Andrei Korsakov y el estadounidense Constantine Orbelian. En 1991, poco antes de la desaparición de la Unión Soviética, participó en el cincuentenario de la creación de las Naciones Unidas en San Francisco como embajadora del país.